# 바부니야
바부니야(싱할라어: වවුනියාව, 타밀어: வவுனியா)는 스리랑카 북부 주 바부니야구의 행정 중심지이다.